# De Lelie (Elkerzee)
De Lelie is een korenmolen in Elkerzee in de Nederlandse gemeente Schouwen-Duiveland. De molen werd gebouwd in 1868 en is in de jaren 90 van de 20e eeuw gerestaureerd. Wegens het nabijgelegen gebouw is het niet mogelijk om uit alle windrichtingen te draaien. Om deze reden zijn enkele kruipalen voorzien van een afwijkende kleur.
Sinds 2018 is de molen in particulier eigendom. Van het naastgelegen gebouw is een verdieping verwijderd, waardoor de molen meer domineert. De molen wordt voorzien van zelfzwichting op de binnenroede; dit systeem was omstreeks 1900 ook aangebracht, maar in 1944 verwijderd. Bij de restauratie van 1992 werd De Lelie voorzien van fokwieken. Deze zijn bij een restauratie in 2019 vervangen door een systeem met zelfzwichting door middel van jalouzieën op de binnenroede, die in de kleuren rood, wit en blauw zijn geschilderd. Dit komt overeen met de situatie van 1930. In februari 2020 overleed molenaar en eigenaar Martin van Der Steen. In december 2020 werden Sijmen Plomp en Carin Koekoek eigenaren van de molen en het restaurant.